# Хідака (округ)
О́круг Хіда́ка (яп. 日高振興局, ひだかしんこうきょく, МФА: [çidaka ɕinkoːkʲoku̥]) — округ префектури Хоккайдо в Японії. Центральне містечко округу — Уракава. 
Заснований 1 квітня 2010 року шляхом реорганізації О́бласті Хіда́ка (яп. 日高支庁, ひだかしちょう, МФА: [çidaka ɕi̥t͡ɕoː]). Остання була заснована 1897 року.

## Адміністративний поділ
- Повіт Ніїкаппу: Ніїкаппу
- Повіт Самані: Самані
- Повіт Сару: Хідака - Біраторі
- Повіт Уракава: Уракава
- Повіт Хідака: Сін-Хідака
- Повіт Хороїдзумі: Ерімо

## Найбільші міста
Міста з населенням понад 10 тисяч осіб:
| № | Місто     | Населення, осіб (2009) |
| - | --------- | ---------------------- |
| 1 | Сінхідака | 26312                  |
| 2 | Уракава   | 14632                  |
| 3 | Хідака    | 14181                  |